# Chainaz-les-Frasses
Chainaz-les-Frasses is een gemeente in het Franse departement Haute-Savoie (regio Auvergne-Rhône-Alpes) en telt 518 inwoners (1999). De plaats maakt deel uit van het arrondissement Annecy.

## Geografie
De oppervlakte van Chainaz-les-Frasses bedraagt 5,6 km², de bevolkingsdichtheid is 92,5 inwoners per km².
De onderstaande kaart toont de ligging van Chainaz-les-Frasses met de belangrijkste infrastructuur en aangrenzende gemeenten.

## Demografie
Onderstaande figuur toont het verloop van het inwonertal (bron: INSEE-tellingen).